# Aeroportul Internațional Sfax–Thyna
Aeroportul Internațional Sfax–Thyna (în franceză Aéroport International de Sfax–Thyna; în arabă مطار صفاقس الدولي) (IATA: SFA, ICAO: DTTX) este un aeroport din Sfax, Guvernoratul Sfax, Tunisia ce deservește zona Sfax. A fost deschis în 1980 și numit după zona deservită.
Situat la o altitudine de 26 m, aeroportul dispune de o singură pistă. Este operat de Tunisian Civil Aviation & Airports Authority⁠(d).